# Conrado Sztyrle
Conrado Sztyrle (n. Buenos Aires, Argentina, 14 de febrero de 1893 - ídem, f. 13 de diciembre de 1956) fue un político argentino. Fue también el Primer gobernador de facto de Formosa (18°), entre 1943 - 1945, y además 18° Gobernador del Chubut, entre 1941 - 1943.

## Biografía
Conrado Sztyrle, nació en Buenos Aires, el 14 de febrero de 1893, y falleció el 13 de diciembre de 1956. Cursó sus estudios en el Colegio Militar de la Nación. Su carrera culminó con su acceso al grado de Coronel en el año 1939. En 1941 es nombrado gobernador del Chubut por el entonces presidente Ramón Castillo. El 4 de junio del año 1943, participa de la llamada revolución del '43, en la que fue nombrado gobernador del entonces Territorio Nacional de Formosa, por el gobierno de Arturo Rawson.

### Su gobierno en Formosa
Tras la revolución del '43, se hizo cargo (de facto) de Formosa el coronel Conrado Sztyrle, quien en consonancia del Gobierno nacional, hizo cumplir las leyes sociales y, en el orden institucional.
El gobierno prestó mayor atención a las comisiones de fomento, que fueron reorganizadas e integradas con vecinos de probada honestidad, como ocurrió en Pirané y El Colorado. El nuevo gobernador también realizó una destacada acción de saneamiento financiero.
En la Capital del departamento Pirané, el 29 de julio de 1943 se recibe la nota N.º 607 en la Comisión de Fomento de Pirané, en la que el coronel Conrado Sztyrle comunica haber asumido sus funciones. La comisión formada por Aníbal Tour Morgan, Pedro Corrales Vargas, Emilio Vendrell, Amado Saade y Melchor Estigarribia, le augura éxitos en su gestión gubernativa y presentan una renuncia colectiva con el objeto de dar amplia libertad de acción al nuevo mandatario. El 26 de agosto, por nota N.º 741 en la que confirma en los cargos a todos los señores miembros de la Comisión.